# Угийнуур (Архангай)
Угийнуур (монг. Өгий нуур) — сомон на востоке аймака Архангай Монголии недалеко от места слияния рек Орхон и Тамир-Гол. Своё название район получил в честь озера Угий-Нуур. Административный центр сомона расположен в ста километрах от аймачного центра города Цэцэрлэг.